# Олд-Орчард-Бич
Олд-Орчард-Бич (англ. Old Orchard Beach) — город в округе Йорк, в штате Мэн, США. Официально был основан в 1657 году. Стоит на берегу залива Соко (Saco Bay) Атлантического океана и в летнее время года является популярным курортом.
В городe есть железнодорожная станция системы Amtrak, открыта с середины весны до середины осени.
По подсчетам бюро переписи населения в 2000 году население муниципалитета составляло 8856 человек.

## География
Согласно бюро переписи населения США, общая площадь города — 19,6 км², из которых 19,3 км² являются землёй и 0,3 км² (1,32 %) вода.